# Обязательный шведский
Обязательный шведский — обязательное преподавание шведского языка как учебного предмета в системе государственного образования Финляндии. Шведский язык преподаётся три года, с 7 по 9 классы, вне зависимости от языкового статуса общины (финноязычная, шведоязычная или двуязычная). По мере сокращения присутствия шведского языка в стране его обязательное изучение ставится под сомнение финскими националистами, особенно молодёжной организацией «Suomen Sisu» и партией «Истинные финны». Финское выражение pakkoruotsi имеет негативный оттенок — «принудительный шведский».

## Проблематика

Буква Å как символ шведского языка на финском плакате против обязательного изучения шведского в школах («Долой принудительный шведский!»)

По конституции шведский язык в Финляндии является одним из двух государственных языков страны, однако его возрастающая непопулярность объясняется ростом патриотических настроений. При этом некоторые деятели культуры, например, режиссёр Петер Линдхольм, считают снижение спроса на шведский язык признаком узости кругозора населения, аргументируя это тем, что с этим языком связан огромный пласт финской культуры и истории.
Бывший президент Финляндии Мартти Ахтисаари обеспокоен фактическим превращением Финляндии в одноязычную страну. По его мнению, изучение шведского языка помогает освоению других языков, а североевропейская идентичность является ключом к более широкому пониманию финской культуры. Также в защиту шведского языка выступил министр обороны Финляндии Карл Хаглунд.
Число носителей шведского в современной Финляндии оценивается в пределах не менее 290 тыс. чел. (около 5,5 % населения), но постоянно сокращается в результате ассимиляции, хотя в последние годы темпы сокращения замедлились. Согласно опросам, число жителей, выступающих за превращение шведского в факультативный предмет, варьирует в пределах от 63 % до 71 %. Более того, 25 % населения высказывается за полный демонтаж официального статуса шведского в стране. Определённые послабления были сделаны правительством в 2004 году, когда шведский язык перестал быть важной частью выпускной экзаменационной программы (абитура).
В 2012 году инициатива шести муниципалитетов Восточной Финляндии — Тохмаярви, Иматра, Лаппеэнранта, Пуумала, Миккели и Савонлинна, ходатайствующих о целесообразности проведения 5-летнего экспериментального проекта, в рамках которого в школах муниципалитетов было бы возможно заменить изучение шведского языка изучением русского языка, начиная с 7-го класса, не нашла одобрения в министерстве образования.

## Законодательная инициатива 2013 года
В связи с гражданской инициативой, собравшей более 62 тысяч подписей, вопрос отмены закона об обязательном изучении шведского языка в школах был принят к рассмотрению парламентом Финляндии.
В феврале 2015 года парламентская комиссия по делам просвещения предложила эту гражданскую инициативу отклонить. По словам председателя комиссии Райя Вахасало, данное решение обусловлено историческим и просветительским значением шведского языка в Финляндии.
6 марта 2015 года в эдускунте прошло голосование по этому вопросу. Решение отклонить изменение школьного статуса шведского языка было принято голосами 134 против 48. Вместе с тем эдускунта в этот же день одобрила отдельный пункт законопроекта, согласно которому правительству поручается выяснить возможность введения в некоторых регионах стран изучения другого языка вместо шведского (предполагается, в частности, что в Восточной Финляндии обязательным учебным предметом вместо шведского мог бы стать русский язык. В январе 2017 года министр образования Санни Гран-Лаасонен заявила, что эксперимент по замене обязательного шведского на другой иностранный язык может начаться в некоторых регионах страны осенью 2017 года.